# Jack Davis
Jack Davis   (Atlanta, 2 de desembre de 1924 - Atlanta, 27 de juliol de 2016) va ser un dibuixant i il·lustrador nord-americà, conegut pel seu art publicitari, portades de revistes, pòsters de pel·lícules, art d'àlbums discogràfics i nombroses històries de còmics. Va ser un dels dibuixants fundadors de Mad el 1952. Els seus personatges de dibuixos animats es caracteritzen per una anatomia extremadament exagerada, que inclou caps grans, cames primes i peus grans.

## Biografia
Davis va néixer el 2 de desembre de 1924 a Atlanta, Geòrgia. De petit, li agradava escoltar Bob Hope a la ràdio i va intentar dibuixar-lo, tot i no saber com era en Hope.
Davis va veure la publicat un còmic seu als 12 anys quan va contribuir amb una caricatura a la pàgina del lector de Tip Top Comics núm. 9 (desembre de 1936). Després de dibuixar per al diari i l'anuari de l'institut, va passar tres anys a la Marina dels Estats Units durant la Segona Guerra Mundial, on va col·laborar al diari Navy News.
Assistint a la Universitat de Geòrgia al GI Bill, va dibuixar per al diari del campus i va ajudar a llançar una publicació d'humor fora del campus, Bullsheet, que va descriure com "no política ni res, sinó una cosa amb acudits i dibuixos animats". Després de graduar-se, va ser dibuixant en pràctiques a The Atlanta Journal, i va treballar en un estiu entintant la tira còmica Mark Trail d'Ed Dodd, una tira que més tard va parodiar a Mad com Mark Trade.

### Còmics

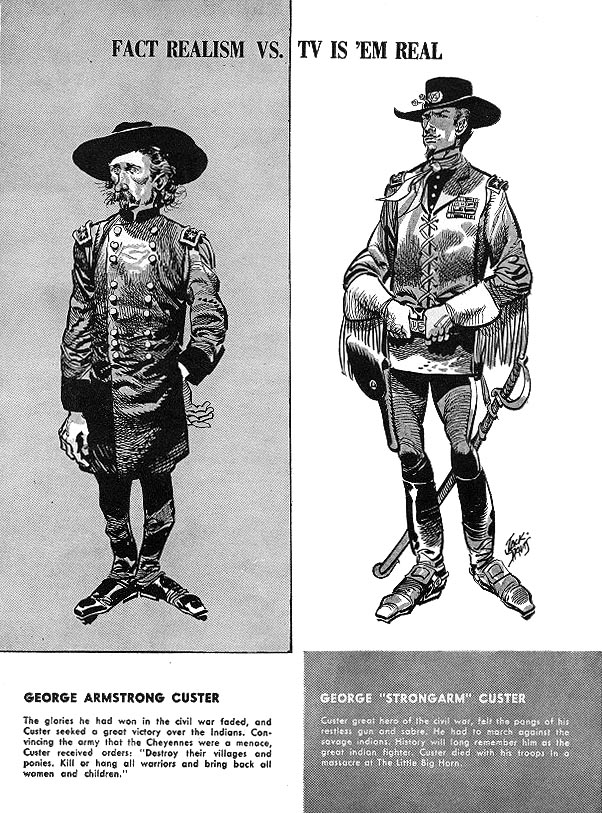
El talent de Davis per a la caricatura el va convertir en una elecció natural per a revistes de sàtira com Mad, Cracked, Trump, Humbug i Help!

L'any 1949, va il·lustrar un manual de formació de Coca-Cola, una feina que li va donar prou diners per comprar un cotxe i conduir cap a Nova York. Assistint a la Art Students League de Nova York, va trobar feina amb l'Herald Tribune Syndicate com a entintador a la tira còmica The Saint de Leslie Charteris, dibuixada per Mike Roy entre 1949 i 1950. La seva pròpia tira d'humor, Beauregard, amb gags en un ambient de la Guerra Civil dels Estats Units, va ser portada breument pel McClure Syndicate. Després dels rebuigs de diverses editorials de còmics, va començar a treballar com a autònom per a EC Comics de William Gaines el 1950, contribuint a Tales from the Crypt, The Vault of Horror, The Haunt of Fear, Frontline Combat, Two-Fisted Tales, Piracy, Incredible Science. Ficció, Suspenses sobre crims, Suspenses de xoc i Terror il·lustrat .
El 2011, va dir a The Wall Street Journal sobre la seva carrera inicial i el seu avenç amb EC:
| «            | Estava a punt de rendir-me, tornar a casa a Geòrgia i ser un guarda forestal o un granger. Però vaig baixar a Canal Street i Lafayette, amunt en un vell ascensor destartalat i per una porta de vidre a Entertaining Comics on Al Feldstein i Bill Gaines publicaven còmics de terror. Van mirar la meva feina i va ser horrible i em van donar feina de seguida! Cada vegada que entraves a veure Bill Gaines, t'escrivia un xec quan portaves una història. No calia posar una factura ni res. Tenia molta i molta gana i estava pensant a casar-me. Així que vaig mantenir la carretera força calenta entre casa i Canal Street. Entraria per aquest xec totpoderós, anava a casa i feia la feina, el portaria i agafaria un altre xec i agafaria una altra història. (La cruïlla real de Lafayette era Spring Street, no Canal.) | » |
| — Jack Davis | |   |

Davis va ser especialment conegut per la seva representació del Crypt-Keeper als còmics de terror, renovant l'aparença del personatge des de la versió més simplista d'Al Feldstein a un home més dur, escarpat, amb berrugues peludes, boca salivante i mans i peus sobredimensionats, que normalment no portava sabates. Entre els contes de terror clàssics que va il·lustrar hi havia "Foul Play", que es va citar al llibre del Dr. Fredric Wertham Seduction of the Innocent per la seva representació d'"un joc de beisbol de còmics". Altres, com "Tain't the Meat, It's the Humanity", "Death of Some Salesman", "Fare Tonight Followed by Increshing Clottiness", "Tight Grip" i "Lower Berth", eren clàssics de Crypt-Keeper. Va fer les portades de cada número de Crypt des del número 29 al número 46. En el seu treball per als còmics de guerra d'Harvey Kurtzman, va abordar una varietat de temes i tenia una afinitat particular per representar històries de la guerra civil nord-americana. També va fer moltes versions de Frontline Combat, Two-Fisted Tales i Incredible Science Fiction. Els editors, William M. Gaines, Albert B. Feldstein i Harvey Kurtzman, han dit que era l'artista més ràpid que tenien en aquells dies, llençant completament a llapis i entintant tres o més pàgines al dia de vegades. El seu ús del pinzell per crear profunditat i estat d'ànim va ser únic i memorable. La seva roba arrugada, les seves línies rascades i els dissenys de diverses capes van ser tan populars a la dècada de 1950 que altres artistes d'empreses rivals van començar a copiar l'estil, en particular, Howard Nostrand als còmics de terror de Harvey. A finals de la dècada de 1950, Davis va dibuixar històries occidentals per a Atlas Comics. El seu treball de 1963 a The Rawhide Kid (núm. 33–35) va ser el seu últim per a còmics no humorístics.
El seu estil de pinzellada salvatge i fluida i els personatges absurds el van convertir en una elecció perfecta quan Harvey Kurtzman va llançar Mad com un còmic satíric de l'EC el 1952. Va aparèixer a la majoria dels primers 30 números de Mad, els 12 números de Panic i fins i tot alguns treballs a Cracked. Davis va col·laborar en altres revistes Kurtzman: Trump, Humbug i Help! —Finalment s'expandeix a il·lustracions per a jaquetes de discos, pòsters de pel·lícules, llibres i revistes, incloses Time i TV Guide. El 1959, va completar un conjunt de 88 cartes de dibuixos animats per a Topps Chewing Gum Co. anomenat Wacky Plaks, també un conjunt de 66 cartes amb temàtica de monstres anomenat "Moriràs rient", i un joc de 66 cartes de targetes Funny Valentine. El 1960, Davis va il·lustrar un altre joc de 66 targetes de Funny Valentine i el 1961, un joc de targetes Giant Funny Valentine. El 1964, va il·lustrar un conjunt de postals dels premis Nutty, també publicades per Topps Chewing Gum Co., i el 1980 va ajudar a il·lustrar un conjunt de pòsters de Topps Bazooka Wanted. Davis va il·lustrar dos llibres il·lustrats per a nens, Bobby and the Magic Pen i The Misadventures of Don Quixote (tots dos encara disponibles en línia). També té un primer llibre publicat dels seus esbossos a Amazon, "The Jack Davis Sketchbook of Untold Spooky Ghost Stories". Davis va gaudir més dels seus esbossos que de la seva obra d'art final perquè va sentir que representava el seu talent creatiu.
El 1961, Davis va escriure, dibuixar i editar el seu propi còmic, Yak Yak, per a Dell Comics. El 1965, va il·lustrar Meet The North American Indians d'Elizabeth Payne, publicat per Random House com a part de la línia Step Up Books dels seus fills.
L'art de Davis va aparèixer en 29 dels primers 31 números de Mad, amb un total de 66 articles, portades i anuncis interns. Però quan l'editor Harvey Kurtzman va deixar la revista després d'una disputa amb l'editor Bill Gaines, Davis va optar per marxar amb ell. Va tornar com a col·laborador habitual de la revista Mad l'any 1965, començant per la portada del llibre de butxaca It's a World, World, World, World MAD, en què va parodiar el seu propi pòster per a la pel·lícula de comèdia It's a Mad, Mad, Mad, Mad World. Davis romandria amb Mad durant més de 30 anys fins a la seva jubilació. La seva obra va aparèixer el 211 en els següents 255 números. També va dibuixar 14 portades per a la revista.
Davis va tenir una funció habitual a la tira còmica, Superfan, a la revista Pro Quarterback a principis dels anys setanta. Va ser escrit per la seva cohort Mad, Nick Meglin.

### Publicitat i revistes
Davis va treballar per primera vegada amb TV Guide el 1965, que el va contractar per il·lustrar un ampli suplement publicitari de vuit pàgines per a la programació de televisió de la NBC, que presentava icones com Johnny Carson, Dean Martin i personatges de ficció com Dr. Kildare, Napoleon Solo i Maxwell Smart. La seva primera portada per a la revista va ser l'any 1968, quan va representar un homenatge a Andy Griffith, en què l'actor va ser aixecat sobre les espatlles dels seus companys, Don Knotts i Jim Nabors. Davis recorda: "Cada tasca va ser una emoció perquè TV Guide era la revista més important del país. No podia esperar per pujar al meu petit MG i conduir des de Nova York fins a les oficines de la revista a Radnor, Pennsilvània, per mostrar als editors el meu darrer disseny. Em vaig sentir com el tipus més afortunat del món". Davis aportaria 23 portades per a TV Guide entre 1968 i 1981. L'any 2013 la revista el va homenatjar en una retrospectiva en la qual va explicar la seva història amb la publicació i va destacar algunes de les seves portades més memorables, incloses les que representen Rowan & Martin's Laugh-In (28 de març de 1970), l'heroi de la infància de Davis, Bob Hope, per una portada sobre la història de Hope amb els Oscars (10 d'abril de 1971) i Bonanza (14 d'agost de 1971). Anys més tard, mentre mirava una entrevista de televisió de Hope, A Davis li va agradar veure que la seva portada de Hope es mostrava a la paret del darrere de l'oficina del còmic; "va ser un dels moments més orgullosos de la meva vida", va recordar Davis.

### Pel·lícules, pòsters i portades
Com l'antic alumne de Mad Paul Coker, Jr., Davis també va contribuir a les produccions de Rankin-Bass ; els seus dissenys de personatges apareixen a Mad Monster Party, The Coneheads i la sèrie de dibuixos animats The King Kong Show, The Jackson 5ive i The Osmonds. Per a l'insecticida Raid, Davis va crear l'error animat que cridava "Raid?!" Phil Kimmelman Associates va crear diversos anuncis publicitaris dissenyats per Davis i animats al seu estil.
Davis va produir l'art per al cartell de la pel·lícula de persecució de comèdia de 1963 It's a Mad, Mad, Mad, Mad World. L'any 2014, va recordar una experiència d'aquell any: "El meu pare tenia la malaltia de Parkinson i em va fer una visita. Realment no havia estat a Nova York a—bé, mai—i va sortir de l'estació i va veure el rètol [anunciant la pel·lícula], un rètol molt gran a Times Square. Va ser una gran emoció.
Dos anys més tard, va parodiar la seva pròpia imatge Mad, Mad, Mad, Mad World per a la portada del llibre de butxaca Mad It's a World, World, World, World Mad, el seu primer treball per a la revista després d'una pausa de gairebé set anys. Després d'haver tornat, Davis continuaria sent un autònom habitual durant més de trenta anys. Quan la Col·lecció Criterion va llançar la pel·lícula en DVD i Blu-ray el 2014, Davis va proporcionar noves il·lustracions per al llibret que l'acompanya.
Obra d'art de Davis per a la comèdia Western Viva Max! (1969) va formar la peça central de la campanya promocional d'aquesta pel·lícula, i va fer el mateix amb la pel·lícula Kelly's Heroes el 1970. El seu cartell per a The Long Goodbye (1973) de Robert Altman va presentar la pel·lícula sota una llum còmica.
El 1963 Davis va produir una obra de portada per a l'àlbum de Richard Wolfe, Many Happy Returns of the Day! publicat per MGM Records, i va dissenyar l'àlbum Homer i Jethro, Homer i Jethro Go West (RCA Victor).
El 1964, Davis va crear la portada de l'àlbum The New Christy Minstrels per a Columbia Records, que incloïa cançons de la alegre comèdia occidental Advance to the Rear.
El 1966, Davis va crear la portada de l'àlbum de Johnny Cash Everybody Loves a Nut . Davis també va crear artworks d'àlbums per a músics com The Guess Who, Tito Puente, Sailcat i The Cowsills, així com per a còmics com Bob and Ray, Archie Campbell, Don Imus i Myron Cohen. També va proporcionar l'art per a diversos àlbums de còmics de Sheb Wooley com el seu personatge Ben Colder. El 1974, Davis va proporcionar obres d'art per als anuncis impresos d'Atco Records de l'àlbum Genesis The Lamb Lies Down on Broadway.
Durant el seu mandat amb Mad, l'especialitat de Davis va ser dibuixar articles de temàtica esportiva. Això va portar a la seva feina per a Paramount Pictures, pintant el cartell de The Bad News Bears (1976).

### Mascota
Mentre Davis residia a l'illa de St. Simons, Geòrgia, va dibuixar diversos personatges i mascotes per al College of Coastal Georgia de Brunswick, Geòrgia. El seu dibuix del mariner, el capità Jack, va ser finalment seleccionat pels estudiants universitaris i el personal com a mascota oficial de l'escola.

## Vida personal i mort
Davis va créixer i va anar a la universitat a Geòrgia. Després de la seva carrera professional a Nova York, Davis i la seva dona Dena es van traslladar a l'illa de St. Simons, Geòrgia, a la dècada de 1990. Van criar dos fills: la filla Katie Davis Lloyd i el fill Jack Davis III, que van explicar la causa de la mort del seu pare el 27 de juliol de 2016, als 91 anys com a complicacions d'un ictus.

## Premis i exposicions
Davis va ser inclòs al Saló de la Fama de Will Eisner el 2003. Va rebre el premi Milton Caniff Lifetime Achievement de la National Cartoonists Society el 1996. Finalista per ser inclòs al Saló de la Fama de Jack Kirby el 1990, 1991 i 1992, va rebre el premi a la publicitat de la National Cartoonists Society's l'any 1980 i el premi Reuben l'any 2000. Va ser guardonat amb el premi Inkpot el 1985.
El juny de 2002, Davis va fer una exposició retrospectiva del seu treball a la Society of Illustrators de Nova York. Va ser inclòs al Saló de la Fama de la Societat d'Il·lustradors el 2005.
El 1989, Davis va rebre l'encàrrec del servei postal dels Estats Units per dissenyar el segell de Carta de 25 cèntims. Hi havia una certa preocupació que la caricatura ofegués alguns carters per ser massa informal i no respectuós amb la seva posició. No obstant això, el president del Sindicat de Carters va donar la seva benedicció i el segell va ser ben rebut. Tot i que la política postal no permet als artistes retratar persones vives en segells, un dels portadors del segell és un autoretrat inconfusible de Davis.
El 2019, Davis va ser guardonat pòstumament amb el  Inkwell Awards Stacey Aragon Special Recognition Award per la seva vida treballant en el camp de l'entintat.